# Sénéchas
Sénéchas [seneʃas] est une commune française située dans le nord du département du Gard, en région Occitanie.
Exposée à un climat méditerranéen, elle est drainée par la Cèze, l'Homol, l'Amalet et par divers autres petits cours d'eau. Incluse dans les Cévennes, la commune possède un patrimoine naturel remarquable : un site Natura 2000 (les « hautes vallées de la Cèze et du Luech »), un espace protégé (le « géoparc des monts d'Ardèche ») et deux zones naturelles d'intérêt écologique, faunistique et floristique.
Sénéchas est une commune rurale qui compte 241 habitants en 2022, après avoir connu un pic de population de 1 569 habitants en 1831. Ses habitants sont appelés les Sénéchassois ou  Sénéchassoises.

## Géographie
La commune de Sénéchas fait 15 km2 et compte 223 habitants, ce qui fait environ 15 habitants au kilomètre carré.
| Concoules | Aujac    | Aujac           |
| Génolhac  | Sénéchas | Aujac           |
|           | Chambon  | Malbosc Ardèche |

### Situation
Sénéchas est située dans le nord du département du Gard. La commune est frontalière à l'est avec le département de l'Ardèche par la commune de Malbosc.
Les deux petites villes les plus proches sont Génolhac à 9 km au nord-ouest (vallée de l'Homol) et Bessèges à 13 km au sud-est (vallée de la Cèze).
Deux routes parcourent la commune, en direction essentiellement est-ouest : la D 318 qui passe par le bourg sur la crête, et la D 156 qui longe l'Homol.

### Climat
Pour des articles plus généraux, voir Climat de l'Occitanie et Climat du Gard.
En 2010, le climat de la commune est de type climat méditerranéen franc, selon une étude s'appuyant sur une série de données couvrant la période 1971-2000. En 2020, Météo-France publie une typologie des climats de la France métropolitaine dans laquelle la commune est exposée à un climat de montagne ou de marges de montagne et est dans la région climatique Provence, Languedoc-Roussillon, caractérisée par une pluviométrie faible en été, un très bon ensoleillement (2 600 h/an), un été chaud (21,5 °C), un air très sec en été, sec en toutes saisons, des vents forts (fréquence de 40 à 50 % de vents > 5 m/s) et peu de brouillards.
Pour la période 1971-2000, la température annuelle moyenne est de 12,2 °C, avec une amplitude thermique annuelle de 16,9 °C. Le cumul annuel moyen de précipitations est de 1 310 mm, avec 8,5 jours de précipitations en janvier et 4,4 jours en juillet. Pour la période 1991-2020, la température moyenne annuelle observée sur la station météorologique la plus proche, située sur la commune de Génolhac à 7 km à vol d'oiseau, est de 13,2 °C et le cumul annuel moyen de précipitations est de 1 692,5 mm,. Pour l'avenir, les paramètres climatiques de la commune estimés pour 2050 selon différents scénarios d'émission de gaz à effet de serre sont consultables sur un site dédié publié par Météo-France en novembre 2022.

### Milieux naturels et biodiversité

#### Espaces protégés
La protection réglementaire est le mode d’intervention le plus fort pour préserver des espaces naturels remarquables et leur biodiversité associée,.
Dans ce cadre, la commune fait partie de l'aire d'adhésion du Parc national des Cévennes. Ce  parc national, créé en 1967, est un territoire de moyenne montagne formé de cinq entités géographiques : le massif de l'Aigoual, le causse Méjean avec les gorges du Tarn et de la Jonte, le mont Lozère, les vallées cévenoles ainsi que le piémont cévenol.
La commune est dans le périmètre du « géoparc des monts d'Ardèche », classé Géoparc en septembre 2014 et appartenant dès lors au réseau mondial des Géoparcs, soutenu par l’UNESCO,.
La commune fait également partie de la zone de transition des Cévennes, un territoire d'une superficie de 116 032 ha reconnu réserve de biosphère par l'UNESCO en 1985 pour la mosaïque de milieux naturels qui la composent et qui abritent une biodiversité exceptionnelle, avec 2 400 espèces animales, 2 300 espèces de plantes à fleurs et de fougères, auxquelles s’ajoutent d’innombrables mousses, lichens, champignons,.

#### Réseau Natura 2000

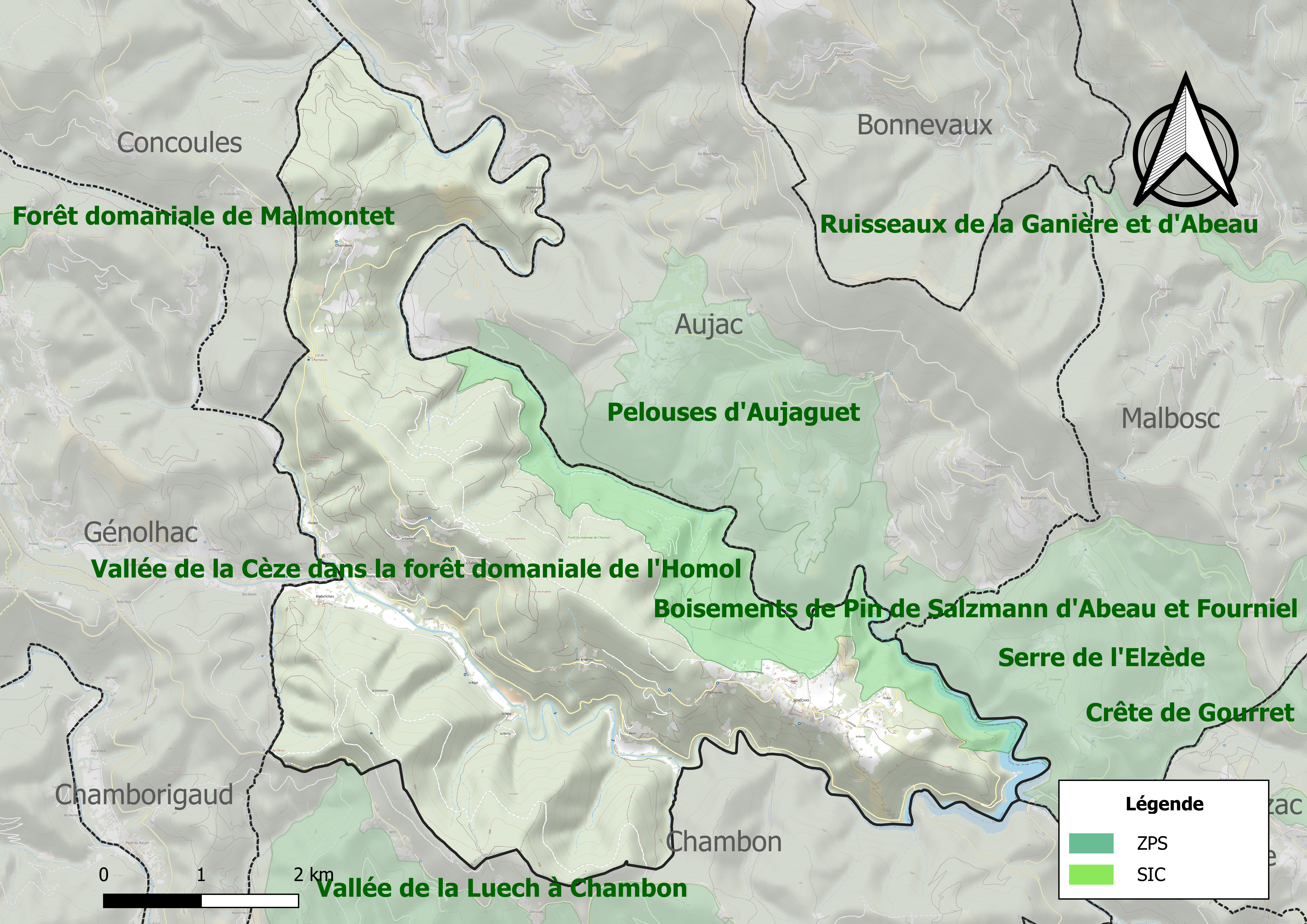
Site Natura 2000 sur le territoire communal.

Le réseau Natura 2000 est un réseau écologique européen de sites naturels d'intérêt écologique élaboré à partir des directives habitats et oiseaux, constitué de zones spéciales de conservation (ZSC) et de zones de protection spéciale (ZPS).
Un site Natura 2000 a été défini sur la commune au titre de la directive habitats : les « hautes vallées de la Cèze et du Luech », d'une superficie de 12 680 ha, correspondant à la partie amont du bassin versant de la Cèze. Elles présentent un patrimoine naturel remarquable, avec quatre espèces piscicoles : l'écrevisse à pattes blanches, le castor, la loutre et le barbeau méridional et cinq habitats d'intérêt communautaire d'origine.

#### Zones naturelles d'intérêt écologique, faunistique et floristique
L’inventaire des zones naturelles d'intérêt écologique, faunistique et floristique (ZNIEFF) a pour objectif de réaliser une couverture des zones les plus intéressantes sur le plan écologique, essentiellement dans la perspective d’améliorer la connaissance du patrimoine naturel national et de fournir aux différents décideurs un outil d’aide à la prise en compte de l’environnement dans l’aménagement du territoire.
Une ZNIEFF de type 1 est recensée sur la commune :
la « vallée de la Cèze dans la forêt domaniale de l'Homol » (318 ha), couvrant 2 communes du département et une ZNIEFF de type 2, : 
les « vallées amont de la Cèze et de la Ganière » (10 752 ha), couvrant 11 communes dont 9 dans le Gard et 2 dans la Lozère.

Carte des ZNIEFF de type 1 et 2 à Sénéchas.
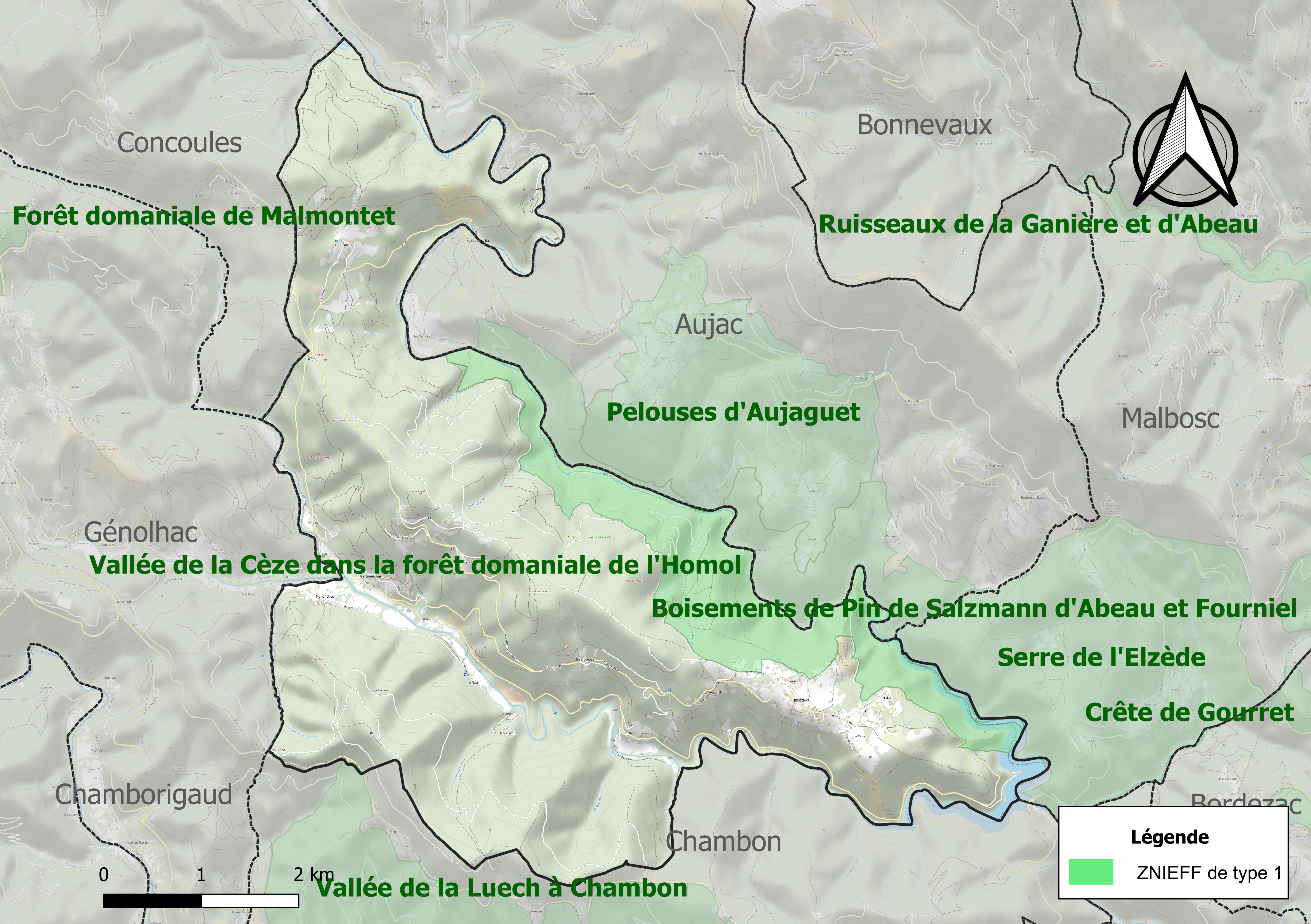
Carte de la ZNIEFF de type 1 sur la commune.
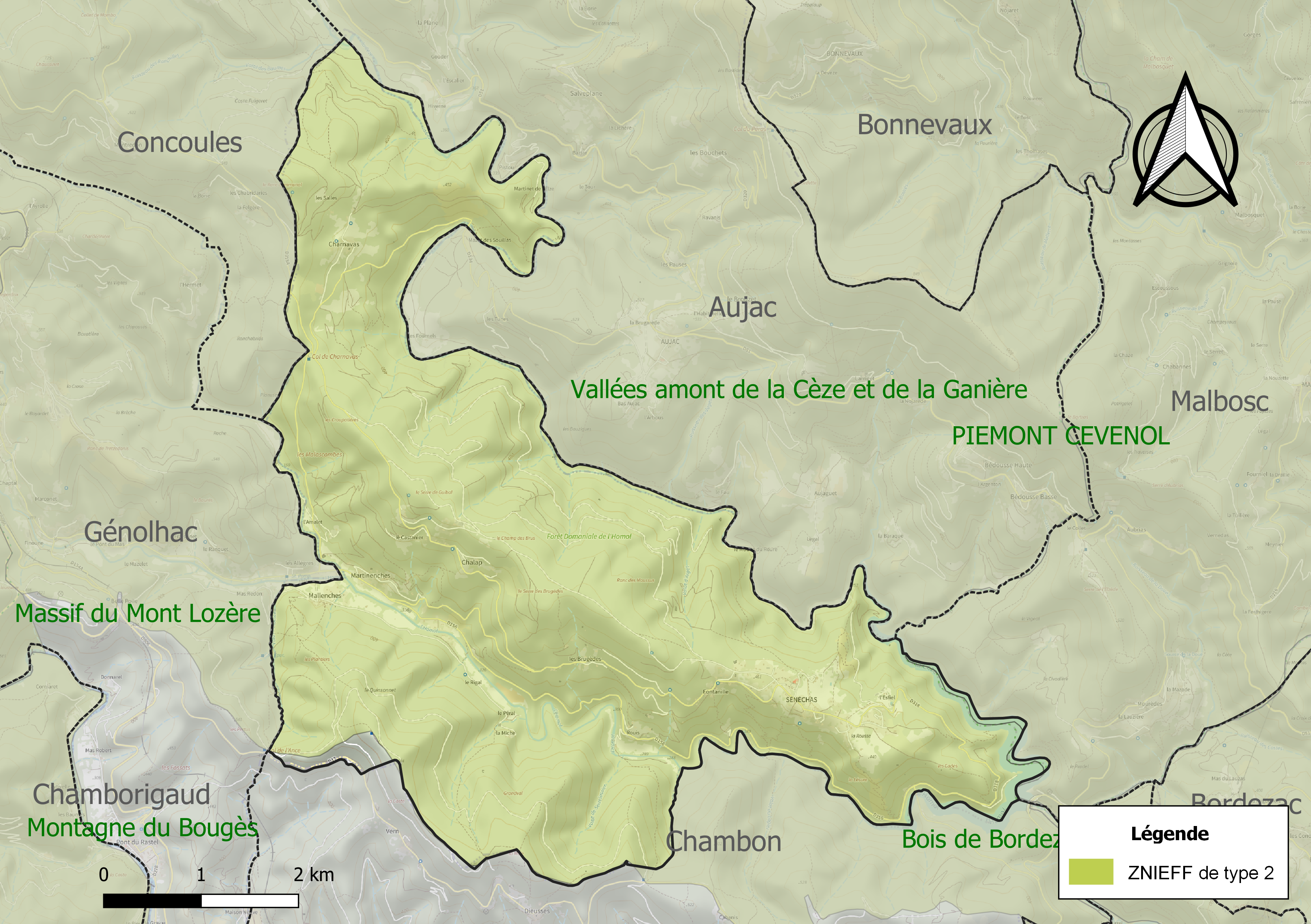
Carte de la ZNIEFF de type 2 sur la commune.

## Urbanisme

### Typologie
Au 1er janvier 2024, Sénéchas est catégorisée commune rurale à habitat dispersé, selon la nouvelle grille communale de densité à sept niveaux définie par l'Insee en 2022.
Elle est située hors unité urbaine et hors attraction des villes,.

### Occupation des sols
L'occupation des sols de la commune, telle qu'elle ressort de la base de données européenne d’occupation biophysique des sols Corine Land Cover (CLC), est marquée par l'importance des forêts et milieux semi-naturels (92,9 % en 2018), une proportion identique à celle de 1990 (92,9 %). La répartition détaillée en 2018 est la suivante : 
forêts (88,1 %), milieux à végétation arbustive et/ou herbacée (4,8 %), zones agricoles hétérogènes (3,6 %), prairies (2,3 %), eaux continentales (1,2 %). L'évolution de l’occupation des sols de la commune et de ses infrastructures peut être observée sur les différentes représentations cartographiques du territoire : la carte de Cassini (XVIIIe siècle), la carte d'état-major (1820-1866) et les cartes ou photos aériennes de l'IGN pour la période actuelle (1950 à aujourd'hui).

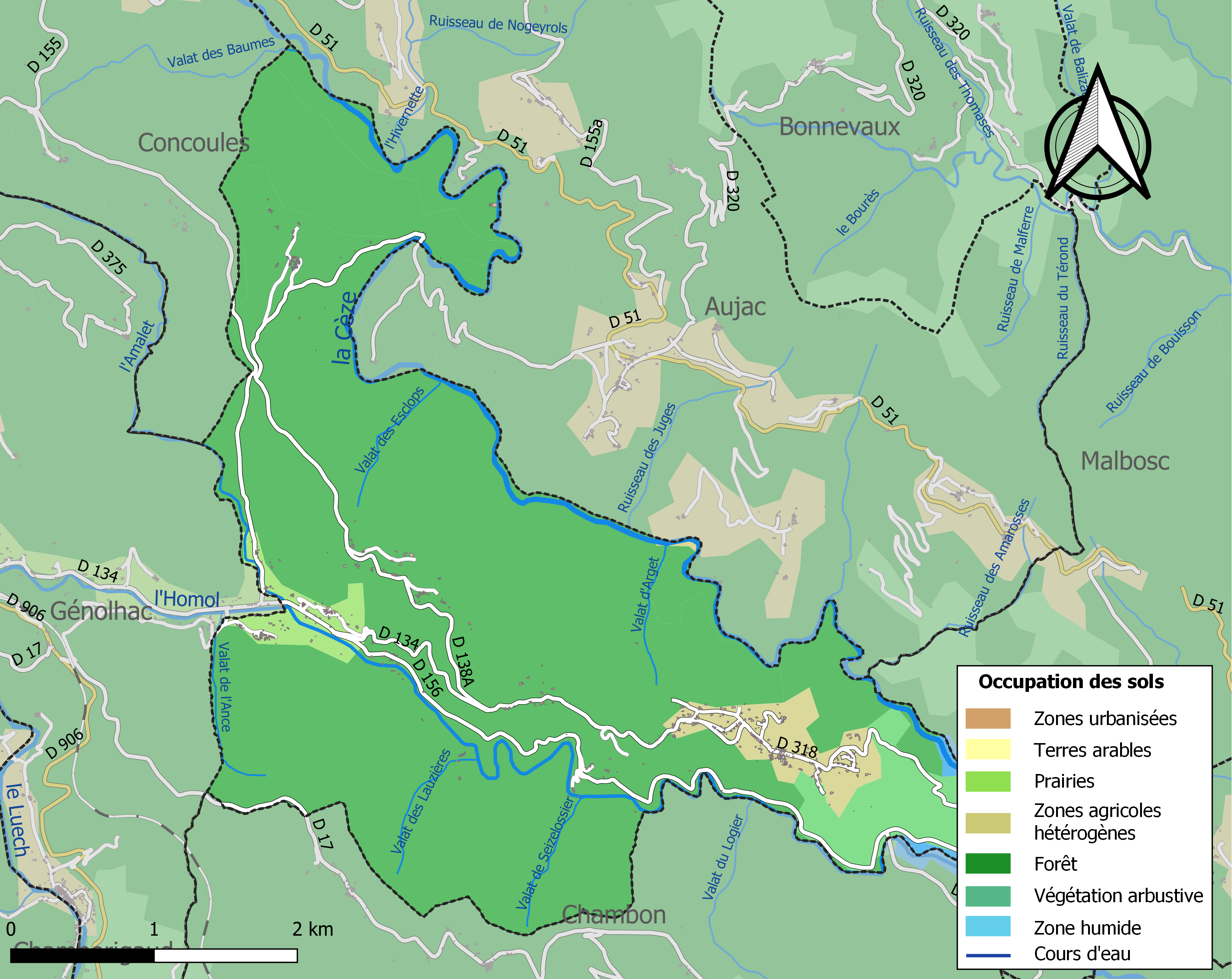
Carte des infrastructures et de l'occupation des sols de la commune en 2018 (CLC).

### Risques majeurs
Le territoire de la commune de Sénéchas est vulnérable à différents aléas naturels : météorologiques (tempête, orage, neige, grand froid, canicule ou sécheresse), inondations, feux de forêts, mouvements de terrains et séisme (sismicité faible). Il est également exposé à un risque particulier : le risque de radon. Un site publié par le BRGM permet d'évaluer simplement et rapidement les risques d'un bien localisé soit par son adresse soit par le numéro de sa parcelle.

#### Risques naturels
Certaines parties du territoire communal sont susceptibles d’être affectées par le risque d’inondation par débordement de cours d'eau, notamment la Cèze et l'Homol. La commune a été reconnue en état de catastrophe naturelle au titre des dommages causés par les inondations et coulées de boue survenues en 1982, 1983, 1995, 2008 et 2014,.

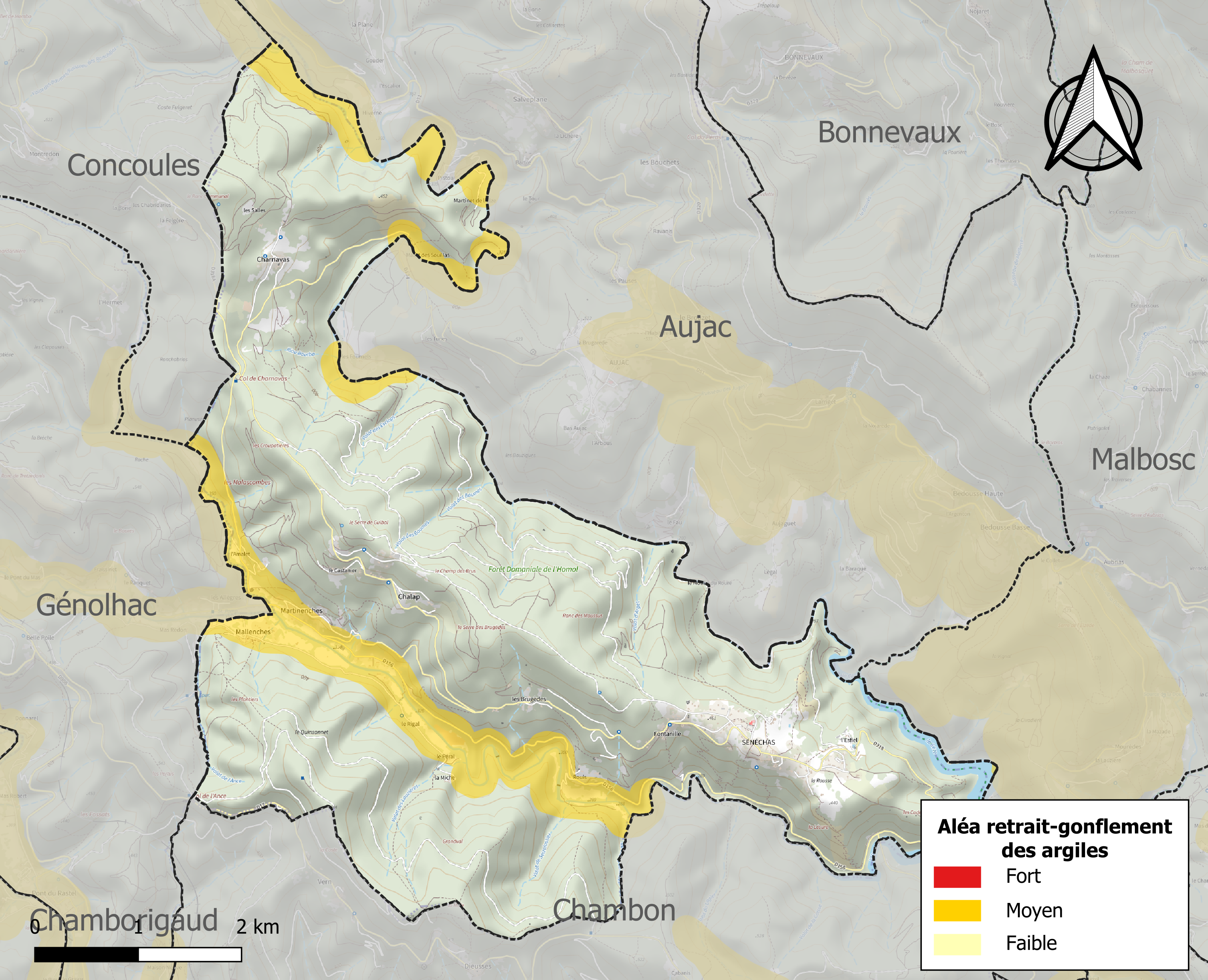
Carte des zones d'aléa retrait-gonflement des sols argileux de Sénéchas.

La commune est vulnérable au risque de mouvements de terrains constitué principalement du retrait-gonflement des sols argileux. Cet aléa est susceptible d'engendrer des dommages importants aux bâtiments en cas d’alternance de périodes de sécheresse et de pluie. 12,4 % de la superficie communale est en aléa moyen ou fort (67,5 % au niveau départemental et 48,5 % au niveau national). Sur les 291 bâtiments dénombrés sur la commune en 2019, 79 sont en aléa moyen ou fort, soit 27 %, à comparer aux 90 % au niveau départemental et 54 % au niveau national. Une cartographie de l'exposition du territoire national au retrait gonflement des sols argileux est disponible sur le site du BRGM,.
Par ailleurs, afin de mieux appréhender le risque d’affaissement de terrain, l'inventaire national des cavités souterraines permet de localiser celles situées sur la commune.
Concernant les mouvements de terrains, la commune a été reconnue en état de catastrophe naturelle au titre des dommages causés par des mouvements de terrain en 1983.

#### Risque particulier
Dans plusieurs parties du territoire national, le radon, accumulé dans certains logements ou autres locaux, peut constituer une source significative d’exposition de la population aux rayonnements ionisants. Certaines communes du département sont concernées par le risque radon à un niveau plus ou moins élevé. Selon la classification de 2018, la commune de Sénéchas est classée en zone 3, à savoir zone à potentiel radon significatif.

## Hydrographie
L'Homol, affluent de la Cèze, traverse la commune dans le sens nord-ouest/sud-est puis sert de limites de communes avec Chambon au sud. Sa confluence avec la Cèze est sur Sénéchas mais a été noyée dans le lac formé par le barrage de Sénéchas (ce dernier se trouvant non pas sur Sénéchas mais à cheval entre Malbosc (Ardèche, région Auvergne-Rhône-Alpes) côté nord et de Chambon (Gard, région Languedoc-Roussillon) côté sud). 

La Cèze vient du nord-ouest et sert tout du long de limite de communes avec Aujac puis avec Malbosc en Ardèche.

### Lieux-dits et hameaux
La commune comprend 17 hameaux :
(Les noms suivis d'une astérisque sont situés à l'écart de la route citée)
- L'Amalet (D134)
- Les Brugèdes (D318)
- Le Castanier (D318A)
- Chalap (D318A)
- Charnavas* (D134)
- L'Esfiel (D318)
- Fontanille (D318)
- Mallenches (rte de Mallenches)
- Martinenches (D318)
- Le Péras (Château) (D134)
- Le Régal (rte de Mallenches)
- Rouis* (D318)
- Rousse (D318)
- Mazet des Souillats* (D134)
- La Miche (rte de Mallenches)
- Les Salles (D318A)
- Martinet de l'Elze* (D51)

## Histoire
Sénéchas a cédé Chambon en 1839.
Chambon a, à son tour, cédé La Vernarède (avec Portes) en 1869.
Depuis le 1er janvier 2016 la région Languedoc-Roussillon, à laquelle appartient le Gard, a fusionné avec la région Midi-Pyrénées. L'ensemble est devenu la nouvelle région Occitanie.

## Politique et administration
| Période                                  | Période  | Identité        | Étiquette | Qualité                    |
| ---------------------------------------- | -------- | --------------- | --------- | -------------------------- |
| avant 1988                               | 1989     | Roger Balmes    | SE        |                            |
| 1989                                     | 2001     | François Girard | SE        |                            |
| mars 2001                                | 2014     | Gérard Legros   | SE        |                            |
| 2014                                     | 2020     | Olivier Deves   | ECO       | Retraité de l'enseignement |
| 2020                                     | En cours | René Meurtin    | DVG       |                            |
| Les données manquantes sont à compléter. |          |                 |           |                            |

## Démographie
L'évolution du nombre d'habitants est connue à travers les recensements de la population effectués dans la commune depuis 1793. Pour les communes de moins de 10 000 habitants, une enquête de recensement portant sur toute la population est réalisée tous les cinq ans, les populations de référence des années intermédiaires étant quant à elles estimées par interpolation ou extrapolation. Pour la commune, le premier recensement exhaustif entrant dans le cadre du nouveau dispositif a été réalisé en 2004.

En 2022, la commune comptait 241 habitants, en évolution de −3,21 % par rapport à 2016 (Gard : +2,97 %, France hors Mayotte : +2,11 %).
| 1793  | 1800  | 1806  | 1821  | 1831  | 1836  | 1841 | 1846 | 1851 |
| ----- | ----- | ----- | ----- | ----- | ----- | ---- | ---- | ---- |
| 1 487 | 1 273 | 1 419 | 1 529 | 1 569 | 1 494 | 912  | 933  | 925  |

| 1856 | 1861 | 1866 | 1872 | 1876 | 1881 | 1886 | 1891 | 1896 |
| ---- | ---- | ---- | ---- | ---- | ---- | ---- | ---- | ---- |
| 813  | 728  | 700  | 628  | 611  | 540  | 504  | 467  | 506  |

| 1901 | 1906 | 1911 | 1921 | 1926 | 1931 | 1936 | 1946 | 1954 |
| ---- | ---- | ---- | ---- | ---- | ---- | ---- | ---- | ---- |
| 478  | 445  | 424  | 329  | 285  | 256  | 224  | 197  | 169  |

| 1962 | 1968 | 1975 | 1982 | 1990 | 1999 | 2004 | 2006 | 2009 |
| ---- | ---- | ---- | ---- | ---- | ---- | ---- | ---- | ---- |
| 146  | 134  | 113  | 167  | 178  | 192  | 219  | 218  | 228  |

| 2014 | 2019 | 2022 | - | - | - | - | - | - |
| ---- | ---- | ---- | - | - | - | - | - | - |
| 252  | 241  | 241  | - | - | - | - | - | - |

## Vie locale

### Éducation
Sénéchas est située dans l'académie de Montpellier, dans la zone A. Les écoles les plus proches sont :
- école de Chamborigaud, 12 km ;
- école la Cantonade à Bessèges, 13 km ;
- école maternelle Hector-Malot à Bessèges, 13 km ;
- école maternelle de Génolhac, 9 km ;
- école de Gagnières, 19 km ;
- école de Sainte-Cécile-d'Andorge, 30 km.

## Économie

### Revenus
En 2018  (données Insee publiées en septembre 2021), la commune compte 125 ménages fiscaux, regroupant 231 personnes. La médiane du revenu disponible par unité de consommation est de 20 580 € (20 020 € dans le département).

### Emploi
|                | 2008   | 2013  | 2018   |
| -------------- | ------ | ----- | ------ |
| Commune        | 2,6 %  | 4,9 % | 12,4 % |
| Département    | 10,6 % | 12 %  | 12 %   |
| France entière | 8,3 %  | 10 %  | 10 %   |

En 2018, la population âgée de 15 à 64 ans s'élève à 114 personnes, parmi lesquelles on compte 67,3 % d'actifs (54,9 % ayant un emploi et 12,4 % de chômeurs) et 32,7 % d'inactifs,. En  2018, le taux de chômage communal (au sens du recensement) des 15-64 ans est supérieur à celui du département et de la France, alors qu'en 2008 la situation était inverse.
La commune est hors attraction des villes,. Elle compte 21 emplois en 2018, contre 22 en 2013 et 17 en 2008. Le nombre d'actifs ayant un emploi résidant dans la commune est de 66, soit un indicateur de concentration d'emploi de 31,9 % et un taux d'activité parmi les 15 ans ou plus de 36,9 %.
Sur ces 66 actifs de 15 ans ou plus ayant un emploi, 13 travaillent dans la commune, soit 20 % des habitants. Pour se rendre au travail, 89,2 % des habitants utilisent un véhicule personnel ou de fonction à quatre roues, 1,5 % les transports en commun, 1,5 % s'y rendent en deux-roues, à vélo ou à pied et 7,7 % n'ont pas besoin de transport (travail au domicile).

### Activités hors agriculture
12 établissements sont implantés  à Sénéchas au 31 décembre 2019.
Le secteur de la construction est prépondérant sur la commune puisqu'il représente 33,3 % du nombre total d'établissements de la commune (4 sur les 12 entreprises implantées  à Sénéchas), contre 15,5 % au niveau départemental.

### Agriculture
|               | 1988 | 2000 | 2010 | 2020 |
| ------------- | ---- | ---- | ---- | ---- |
| Exploitations | 12   | 9    | 11   | 6    |
| SAU (ha)      | 152  | 160  | 37   | 69   |

La commune est dans les Cévennes, une petite région agricole occupant l'ouest du département du Gard. En 2020, l'orientation technico-économique de l'agriculture  sur la commune est la polyculture et/ou le polyélevage. Six exploitations agricoles ayant leur siège dans la commune sont dénombrées lors du recensement agricole de 2020 (12 en 1988). La superficie agricole utilisée est de 69 ha,,.

## Culture locale et patrimoine

### Lieux et monuments
- Le barrage de Sénéchas sur la rivière la Cèze est partagé entre les communes de Chambon et de Malbosc (Ardèche) - et ne se trouve pas sur la commune de Sénéchas. Il mesure 62 mètres de haut pour 120 mètres de long. C'est un barrage écrêteur destiné à protéger la vallée en aval des crues de printemps (fonte des neiges) et d'automne (pluies). Il est de type « barrage-poids voûte ». Sa construction a été achevée en 1976.
- Église Notre-Dame-de-l'Assomption de Sénéchas.

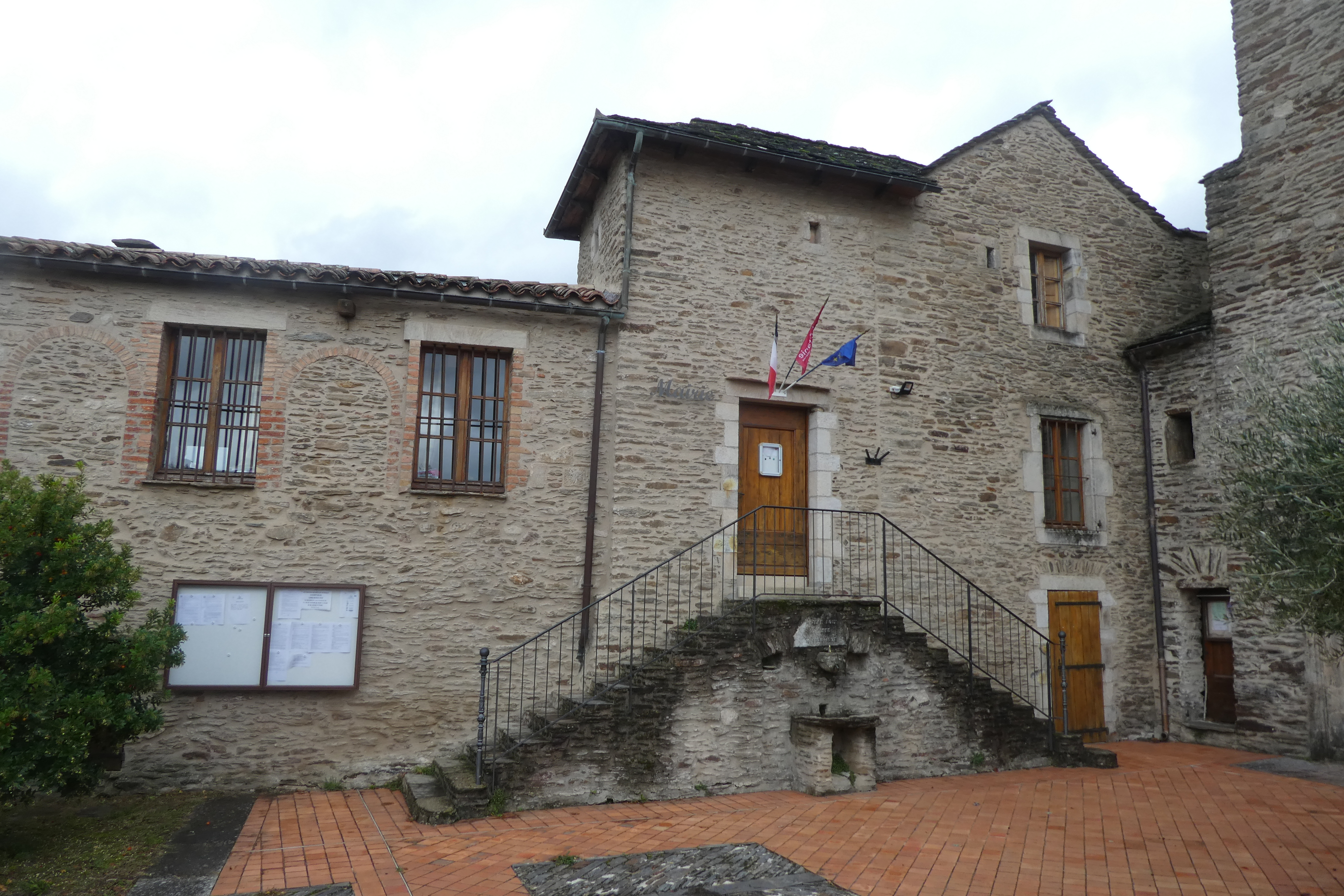
Mairie.
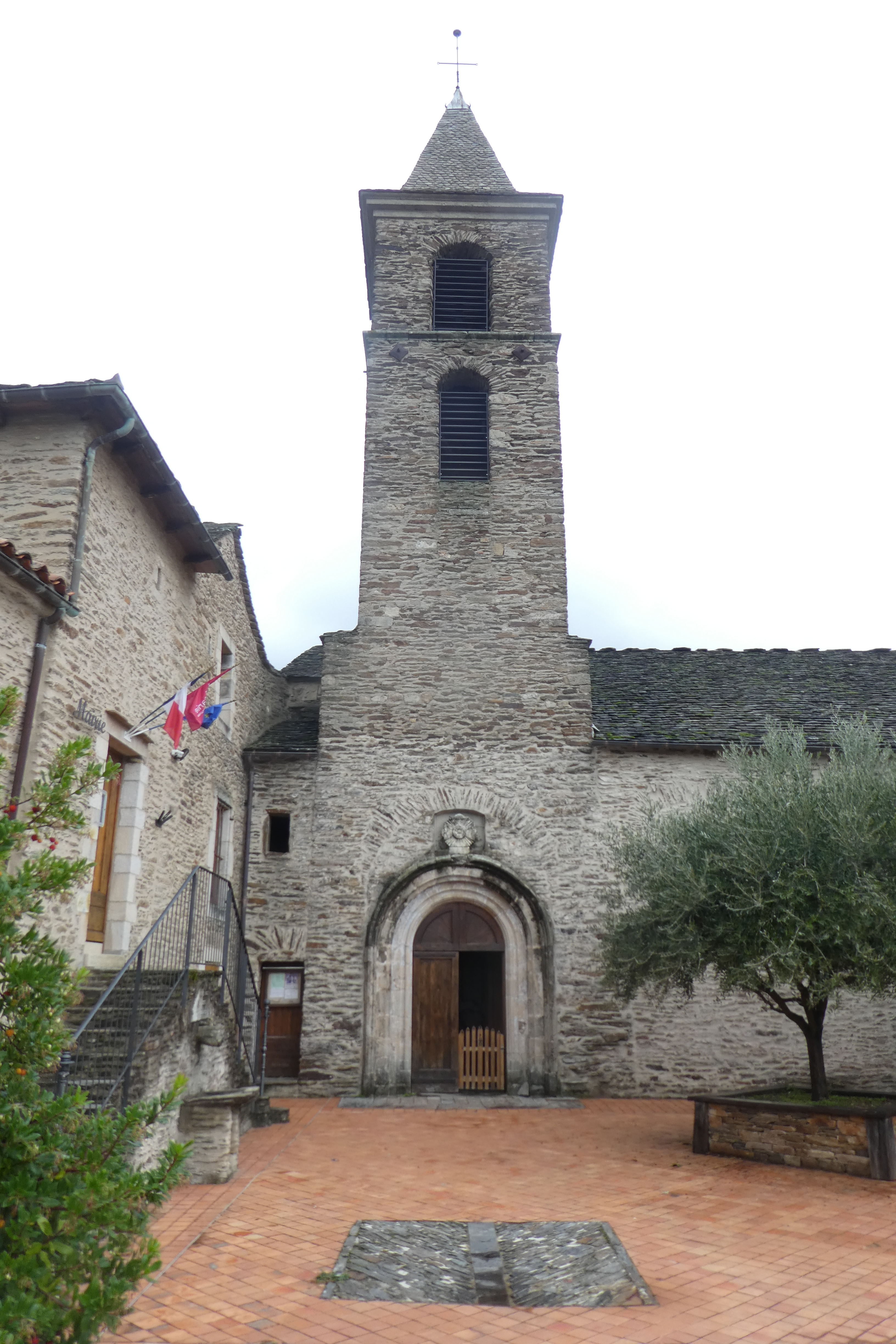
Église.
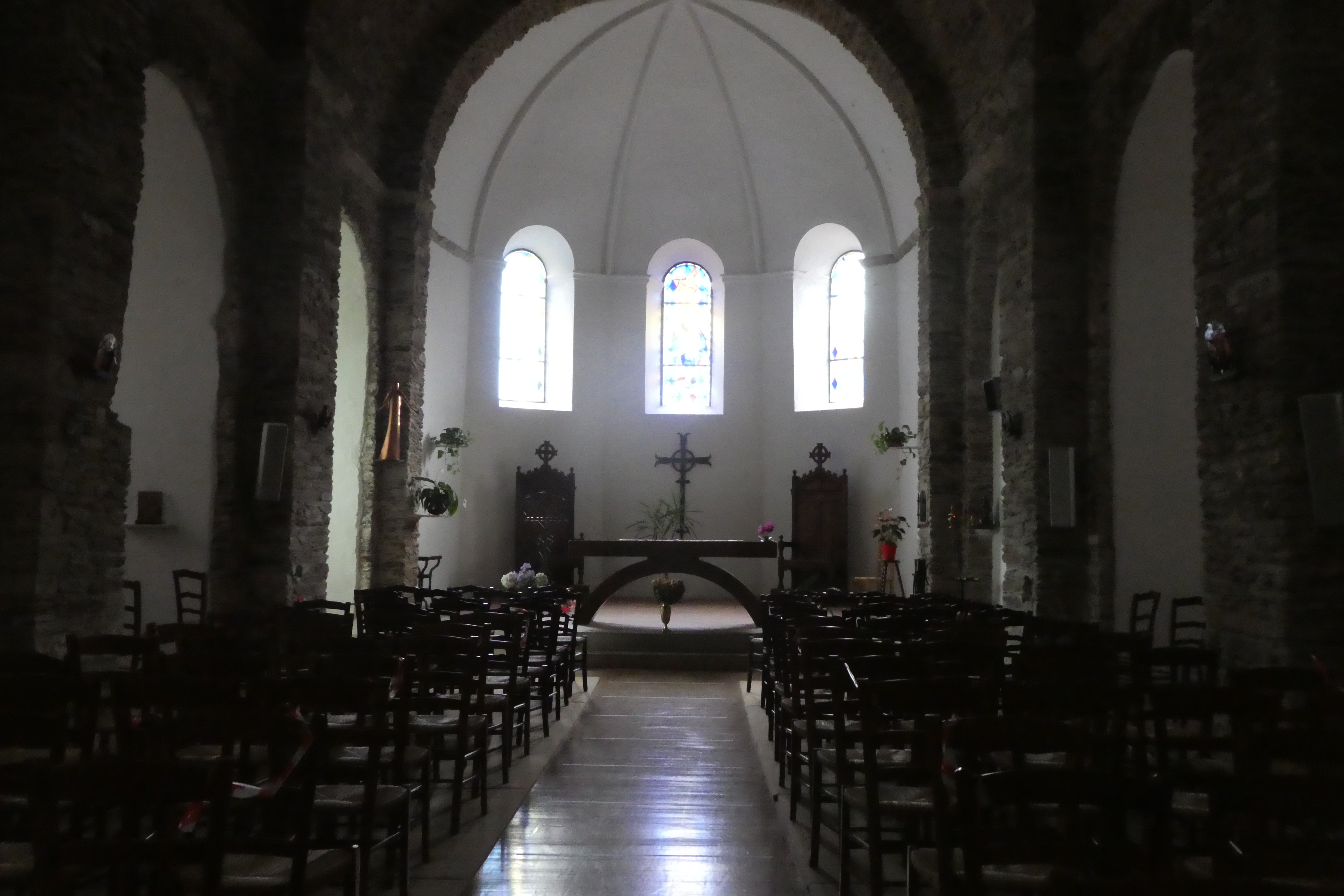
Intérieur de l'église.
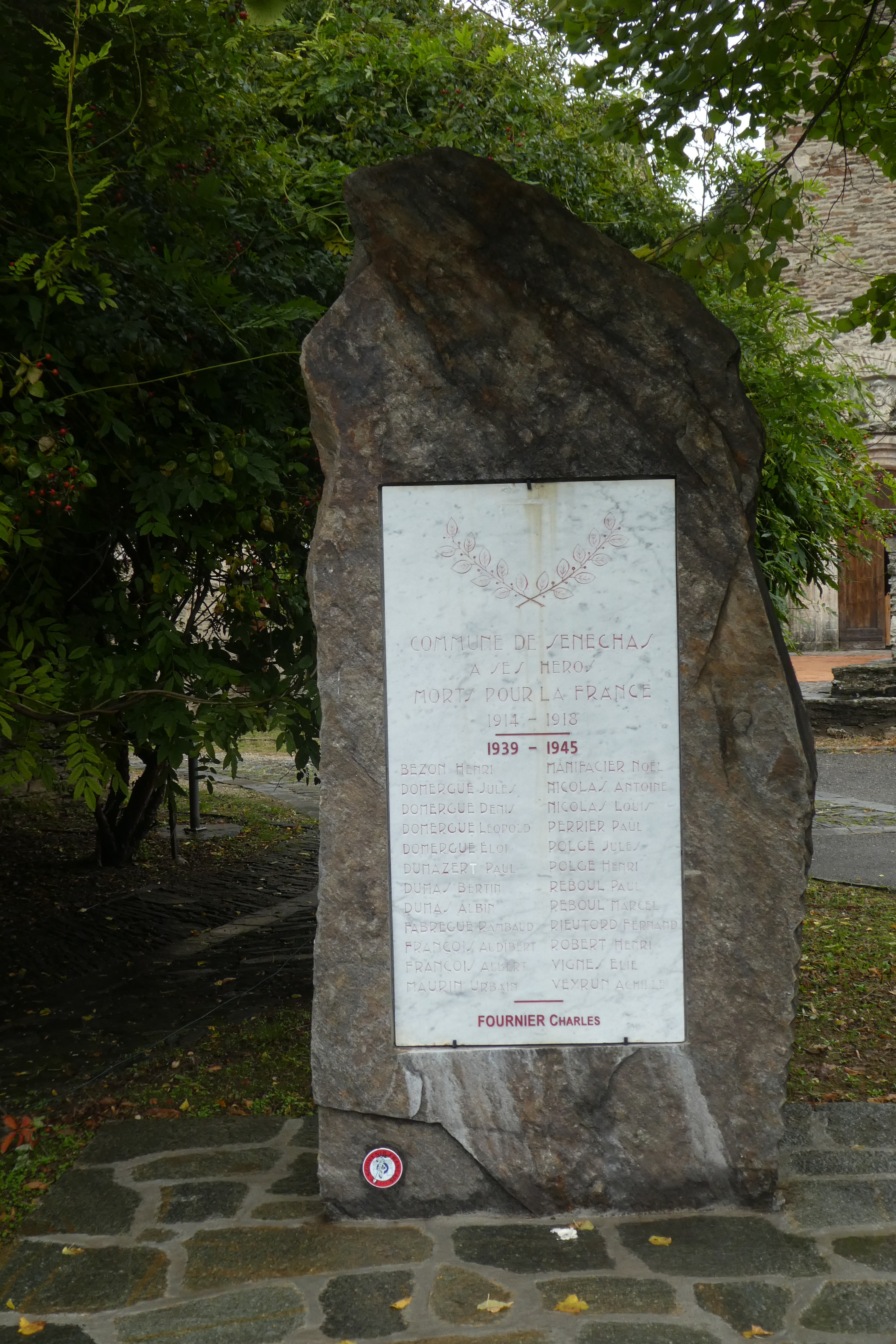
Monument aux morts.
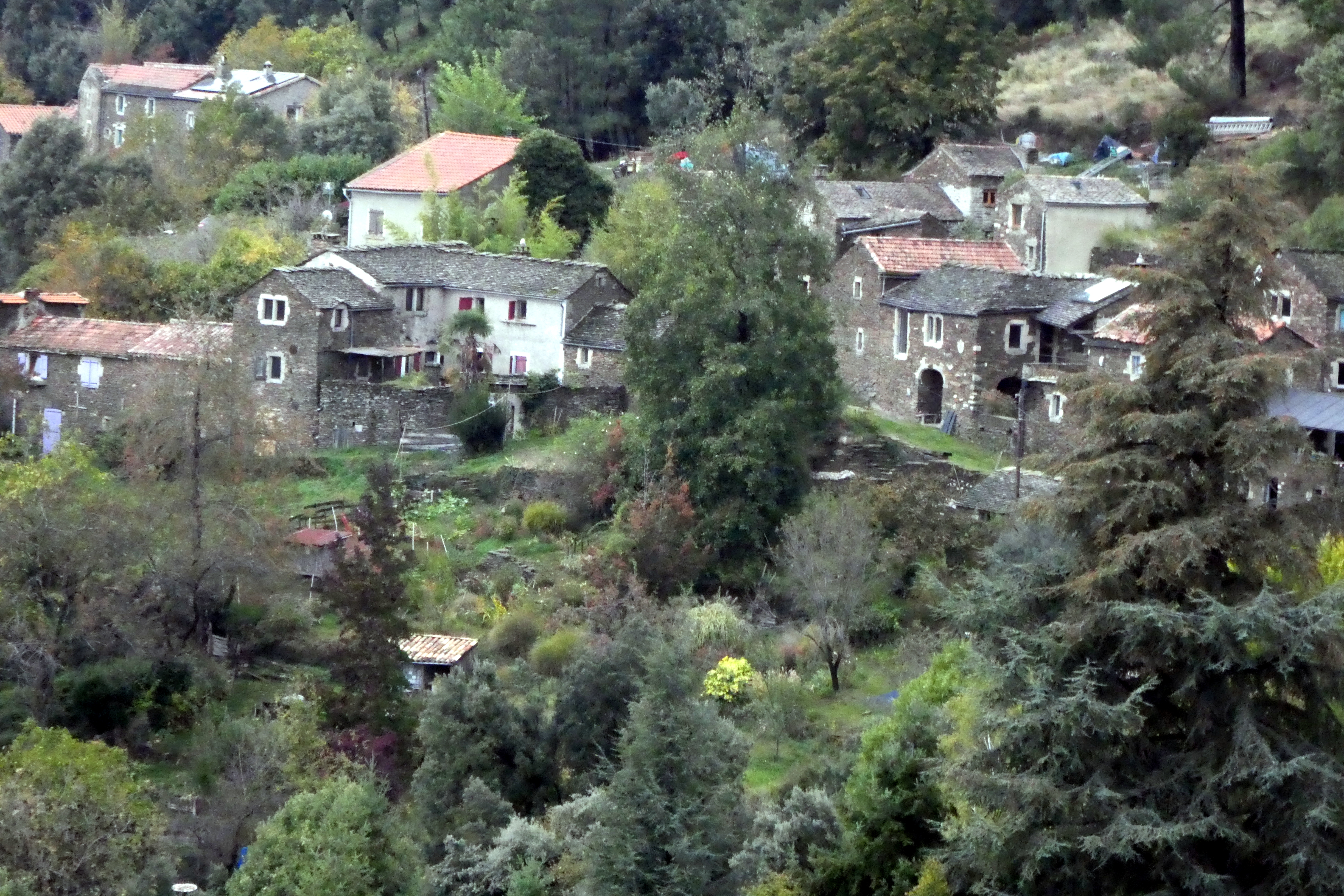
Hameau de Chalap.
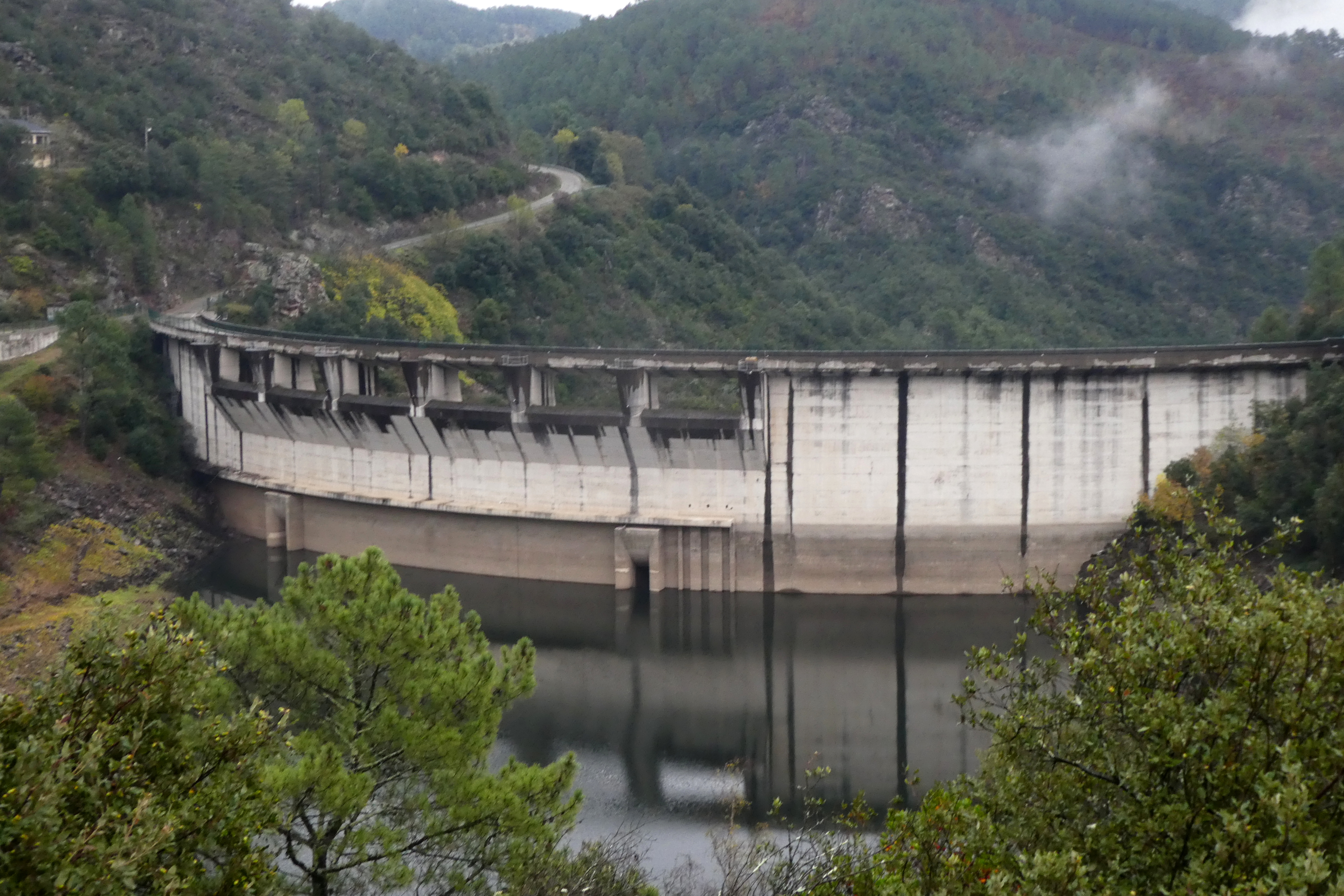
Barrage de Sénéchas.

## Documentaire
- Chalap, une utopie cévenole, Réalisation Antoine Page, 2014, 60 min, production La Maison du Directeur, sur la vie de la communauté installée au village-hameau Chalap de 1970 à 2013[36].

### Personnalités liées à la commune
- Michel Volle (1940-2024), qui y a passé la dernière partie de sa vie.[réf. souhaitée]
- Bilal Berreni (Zoo Project) y peint en 2011 la fresque Chaîne de l'évolution[37], restaurée en 2014[38].

## Héraldique
| Blason de Sénéchas | Blason  | Tiercé en pairle renversé: au 1 de gueules à la croix cléchée, vidée et pommetée de douze pièces d'or; au 2 de sinople à un papillon bombyx d'argent volant en barre; au 3 d'argent au pairle ondé renversé d'azur, sur lequel broche un châtaigner de tenné feuillé et fruité de sinople . |
| Blason de Sénéchas | Détails | Adopté le 11 juin 2025. Auteur(s)J.-F. Binon |